# Sámos
Pour les articles homonymes, voir Samos.
Sámos (en grec moderne : Σάμος) est une île grecque de la mer Égée, proche de l'Asie mineure et située à 70 kilomètres au sud-ouest d'Izmir en Turquie. Depuis la réforme du programme Clisthène I, de 2019, l'île est composée de deux dèmes  (municipalités) et fait partie du district régional de la périphérie d'Égée-Septentrionale. Son chef-lieu est la ville de Sámos. Elle compte 32,977 habitants (2011 ; Samiens ou Samiotes) pour 476 km2.
L'île est célèbre pour ses poteries rouges, réputées dans l'Antiquité ; son artisanat d'art avec ses bronzes et ses bijoux, son bois de construction, son tabac, son vin (cépage malvoisie), ses fruits, ses roses et son huile d'olive.
Elle est aussi le siège d'un évêché du patriarcat œcuménique de Constantinople : la Métropole de Samos et Icarie.
Depuis 2016, elle a reçu un nombre important de migrants venus d'Asie et d'Afrique, en transit dans leurs déplacements vers l'Europe de l'Ouest. En juin 2019 le nombre de ces immigrés présents journellement sur l'île est estimé à 8 000.

## Histoire

### Préhistoire
L’île est peuplée dès le Néolithique et reçoit ensuite, tour à tour, des Cariens, des Lélèges et des Ioniens.

### Période archaïque
Des Ioniens venus d'Épidaure s'y installent à la fin du XIe siècle av. J.-C. Le premier roi de Samos fut un certain Proclès, qui régna vers 1000 av. J.-C.. Dans L'Iliade, Samos est appelée Samé ; l’île qu’Homère appelle Samos est Samothrace. C’est la patrie du fabuliste Ésope, du philosophe et mathématicien Pythagore, du mathématicien et astronome Aristarque, du philosophe Épicure et de l’architecte Rhoèce, qui construisit le premier temple d’Héra, l’Héraion de Samos. Il subsiste de l’antique cité de Samos (actuelle Pythagório) l’enceinte nord et une partie de l’enceinte est, avec ses tours et ses portes. Elle est l’une des douze cités qui forment la confédération ionienne avec Chios, Clazomènes, Colophon, Éphèse, Érythrées, Lébédos, Milet, Myonte, Phocée, Priène, Téos et lui fournit ses constructeurs de navires et ses marins. Colæos de Samos est le premier Grec à franchir les colonnes d'Héraclès au VIIe siècle av. J.-C.

#### Liste des rois de Samos
- Vers 1000 av. J.-C. : Proclès
- Xe siècle av. J.-C. : Léogoras[3]
- Xe siècle av. J.-C.-680 av. J.-C. : non connus
- Vers 680 av. J.-C. : Amphicratès[3]

#### Gouvernement oligarchique de Samos
À la suite du renversement d'Amphicratès avant la seconde moitié du VIIe siècle av. J.-C., la monarchie disparaît. Elle est remplacée par un gouvernement oligarchique. Les Géomores, un petit groupe d'aristocrates issus des grandes familles de propriétaires fonciers, forment une élite minoritaire et richissime. Ils gouvernent à la place du roi.

#### Liste des tyrans de Sámos
- 538-522 av. J.-C. : Polycrate († 522 av. J.-C.).
- 301-270 av. J.-C. : Douris (340-270 av. J.-C.).

#### Apogée sous Polycrate
De -538 à -522, Sámos connaît une ère de prospérité économique ; de grands travaux, dont le tunnel d'Eupalinos, sont entrepris sous le règne fastueux de son tyran Polycrate. Il sait imposer son hégémonie à l’archipel et faire de l'île le plus puissant État maritime de la mer Égée. Polycrate est aussi un grand bâtisseur : il fait construire à Sámos un grand temple dédié à Héra, un palais qui sera reconstruit plus tard par l'empereur romain Caligula, et un aqueduc.
Polycrate prend le pouvoir avec ses deux frères lors d’une fête en l’honneur de la déesse Héra. Puis il assassine le premier, Pantagnostos et exile le second, Syloson. Il s'allie au pharaon Ahmôsis II (-570/-526) et au tyran de Naxos Lygdamis et pille les cités et îles Ioniennes, notamment Lesbos et Milet. Il rompt ensuite l'alliance avec l'Égypte et passe un accord avec le roi perse Cambyse II (-528/-521). Les nobles, avec à leur tête son frère Syloson, se rebellent et attaquent Polycrate, qui perd la bataille et se retranche dans la ville de Sámos (près de l'actuelle Pythagório) d'où les nobles ne parviennent pas à le déloger. Ces derniers demandent alors de l'aide à Sparte et à Corinthe. Les Péloponnésiens débarquent et font le siège de la cité pendant 40 jours sans parvenir à la prendre, puis se rembarquent.
L’historien Hérodote raconte la fin de Polycrate : le satrape perse Oroitès voulant tuer Polycrate, l’invite à Sardes. Polycrate se rend dans la cité, malgré les mises en garde de sa sœur et de sa fille, qui a vu sa mort en rêve. Il y est exécuté, Oroitès le faisant crucifier, et Sámos est ensuite dirigée par des tyrans sujets de l’Empire perse.

#### Période post-polycratienne
Le tyran Aiakès est renversé au début de la révolte de l'Ionie et Samos participe aux combats contre les Perses, mais la majeure partie de sa flotte fait défection  à Ladé et Aiakès est rétabli. Les Samiens participent ensuite aux guerres médiques dans le camp perse et se distinguent à Salamine en capturant plusieurs navires adverses.

### Ligue de Délos, guerre du Péloponnèse et seconde confédération athénienne
L'île est libérée des Perses à la fin de la deuxième guerre médique (-482/-479), après la victoire de la coalition grecque à la bataille du cap Mycale (-479), et rejoint alors la Ligue de Délos présidée par Athènes.
En -440 un conflit oppose Sámos et Milet pour la possession de Priène. Milet demande de l’aide à Athènes. Périclès intervient alors avec 40 navires, renverse l’oligarchie de Sámos et laisse sur place une garnison. Mais les oligarques reprennent le pouvoir avec l’aide du satrape perse de Sardes et capturent la garnison athénienne et la livrent aux Perses.
Athènes ne peut accepter cette situation, Sámos disposant par ailleurs d’une flotte importante. Athènes envoie deux cents navires et, après huit mois de conflit, Sámos capitule, doit livrer sa flotte, payer une indemnité de guerre importante et la démocratie est rétablie.
En -412 / -411, c'est depuis Sámos que le chef du parti démocrate athénien Thrasybule prend la tête d'une rébellion contre le gouvernement oligarchique des Quatre-Cents installé à Athènes. L'île est le dernier allié fidèle à Athènes à la fin de la guerre du Péloponnèse vers -404. En -387, à la paix d'Antalcidas, l'île passe à nouveau sous le contrôle des Perses. Elle est reconquise en - 365 par les Athéniens, qui expulsent une partie de la population et installent à la place des colons militaires (clérouques). Sámos rejoint ainsi la Seconde confédération athénienne ; elle joue un rôle au cours de la Guerre des alliés.

### Périodes hellénistique et romaine
Après la mort d'Alexandre le Grand en -323, Athènes entre en guerre contre la Macédoine et perd l'île à la suite de sa défaite en - 322 ; les colons athéniens, dont le futur philosophe Épicure, doivent à leur tour quitter Sámos. L'île est ensuite disputée par plusieurs États hellénistiques : les Ptolémées, les Séleucides, le royaume du Pont, entre autres. En -84, la cité est annexée à la province romaine d'Asie.
Après la bataille d'Actium où il défait l'Égypte et Marc Antoine en septembre -31, Auguste passe l'hiver à Sámos avec sa flotte. Sámos redevient libre, de cette époque jusqu'à l'empereur Vespasien (69-79) et forme plus tard avec Chios, Cos et Rhodes la province des Îles.

### Période byzantine et ottomane
Aux IXe et Xe siècles, l'île appartient au thème maritime qui porte son nom : le thème de Sámos, dont le siège est sur le continent, à Smyrne.
En 1346, les Génois s'emparent de Chios, Samos et Icarie et en délèguent l'administration à la famille génoise des Giustiniani.
Trop menacée par les pirates, l'île est abandonnée par les Génois vers 1475, la population étant évacuée vers Chios. L'Empire ottoman, qui en a pris le contrôle vers 1479, décide de la repeupler à partir de 1572 en permettant à des colons venus de l'ensemble de l'Égée de s'y installer. Ces colons donnent parfois à leurs villages le nom de l'endroit d'où ils proviennent, d'où des toponymes comme Mytilinií (de Mytilène) ou Vourliotes (de Vourla, près de Smyrne). À la même époque, l'ancienne Sámos désertée, est renommée, d'après la forme ronde de sa rade, Tigani (« la poêle »), actuellement Pythagório.
À partir du milieu du XVIe siècle, Sámos est une escale pour les convois de la principale route maritime de l'Empire Ottoman reliant Alexandrie à Constantinople la capitale.
Lors de la guerre d'indépendance grecque, Samos se soulève sous la direction des chefs insurgés Lykoúrgos Logothétis et Stamatis, dont les armatoles chassent les Turcs de l'île. Plusieurs tentatives ottomanes de reconquête se soldent par des échecs.

### Principauté de Samos

Drapeau de la principauté de Sámos. Calqué sur le drapeau grec, il en reprend la croix blanche et la couleur bleu. Le rouge rappelle quant à lui l'Empire ottoman, dont la principauté reste vassale.

Après l'indépendance de la Grèce, les puissances occidentales choisissent de rendre Samos à la Turquie, mais en donnant à l'île un statut de principauté autonome. Le protocole de Londres, signé entre la Turquie, la France, l'Angleterre et la Russie le 11 décembre 1832, (traité qui garantissait, entre autres, la sécurité des Grecs de Turquie), érige Sámos en « principauté autonome non héréditaire » confiée aux hospodars phanariotes chassés par le protectorat russe des principautés danubiennes de Moldavie et Valachie (où le trône n'était pas héréditaire). Comme ces principautés, Sámos reste vassale de la Sublime porte. Le premier prince de Sámos est Ioan Sturdza hospodar moldave déposé par les Russes en 1828, qui reçoit en 1829 à titre de compensation, du sultan Mahmoud II, l'île de Sámos.

### Rattachement à la Grèce
Lors de la première guerre balkanique, en 1912, Themistoklís Sofoúlis s'empare de l'île avec une poignée de volontaires grecs. Ils chassent l'administration ottomane et les membres de la famille princière phanariote vers la France. Sofoulis obtient la reconnaissance du rattachement à la Grèce en 1913.
Le roi George II a visité Sámos en 1937 pendant le Régime du 4-Août .

### Enfermement de migrants
L'île est à deux pas de la côte turque. Aussi, les bateaux avec des migrants arrivent en permanence. Le camp, destiné à l'origine à seulement 650 demandeurs d'asile, abrite en 2019 environ 4 000 migrants du Moyen-Orient et d'Afrique. Le camp de réfugiés a presque doublé la population à Vathy et a visiblement changé la ville. Cette situation a pour conséquence que beaucoup de gens à Sámos craignent que la présence de migrants ne nuise au tourisme.
Le camp de migrants de Zervou, à 8km de Vathy où se trouvait l’ancien camp de réfugiés insalubre, ouvre en septembre 2021. La structure a coûté 48 millions d’euros à l’Union européenne. La structure est ultramoderne. Des miradors et deux clôtures de barbelés entourent 240 conteneurs blancs sur une surface de 150 000 mètres carrés. Ils sont prévus pour abriter trois mille demandeurs d’asile et personnes déboutées. Ils seront peints en vert pour s'accorder avec le paysage.
Sámos fait partie des trois îles (avec Imbros et Lemnos) dans lesquelles Achille vendit des fils du roi Priam qu'il avait capturés.

## Archéologie

### L'aqueduc, l'Héraion et le môle antique
Hérodote (3, 60) cite les trois grands ouvrages d'architecture et de génie civil de Samos :
« Je me suis d'autant plus étendu sur les Samiens, qu'ils ont exécuté trois des plus grands ouvrages qu'il y ait dans toute la Grèce.
On voit à Samos une montagne de cent cinquante orgyies de haut. On a percé cette montagne par le pied, et l'on y a pratiqué un chemin qui a deux bouches en ouvertures. Ce chemin a sept stades de longueur sur huit pieds de hauteur et autant de largeur. Le long de ce chemin, on a creusé un canal qui traverse toute cette montagne. Il a vingt coudées de profondeur sur trois pieds de largeur. Il conduit à la ville, par des tuyaux, l'eau d'une grande fontaine. L'architecte qui a entrepris cet ouvrage était de Mégare et s'appelait Eupalinos, fils de Naustrophos. C'est un des trois ouvrages des Samiens.
Le second consiste en un môle, ou une grande digue faite dans la mer, près du port, d'environ vingt orgyies de haut et de deux stades et plus de long.
Leur troisième ouvrage est un temple, le plus grand dont nous ayons connaissance. Le premier architecte de cet édifice est un homme du pays, nommé Rhœcos, fils de Philée. C'est à cause de ces ouvrages que je me suis étendu sur les Samiens. »

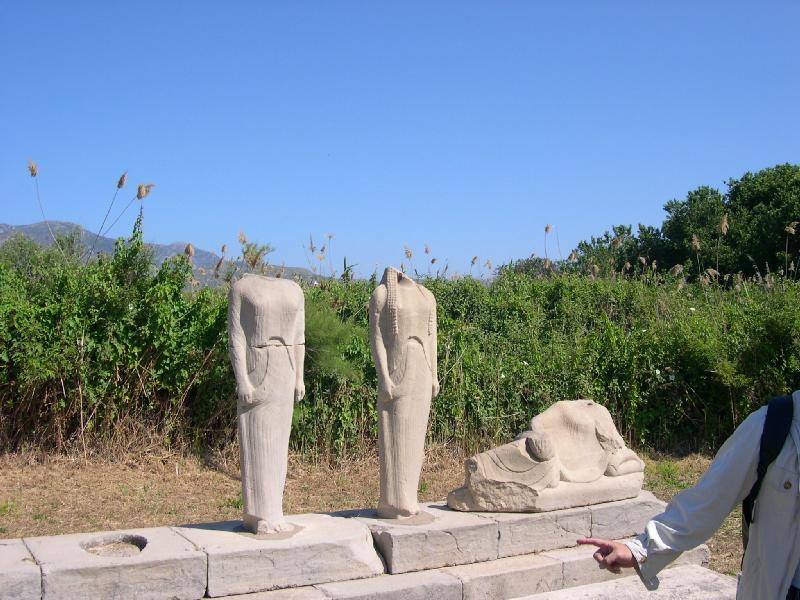
Héraion de Samos
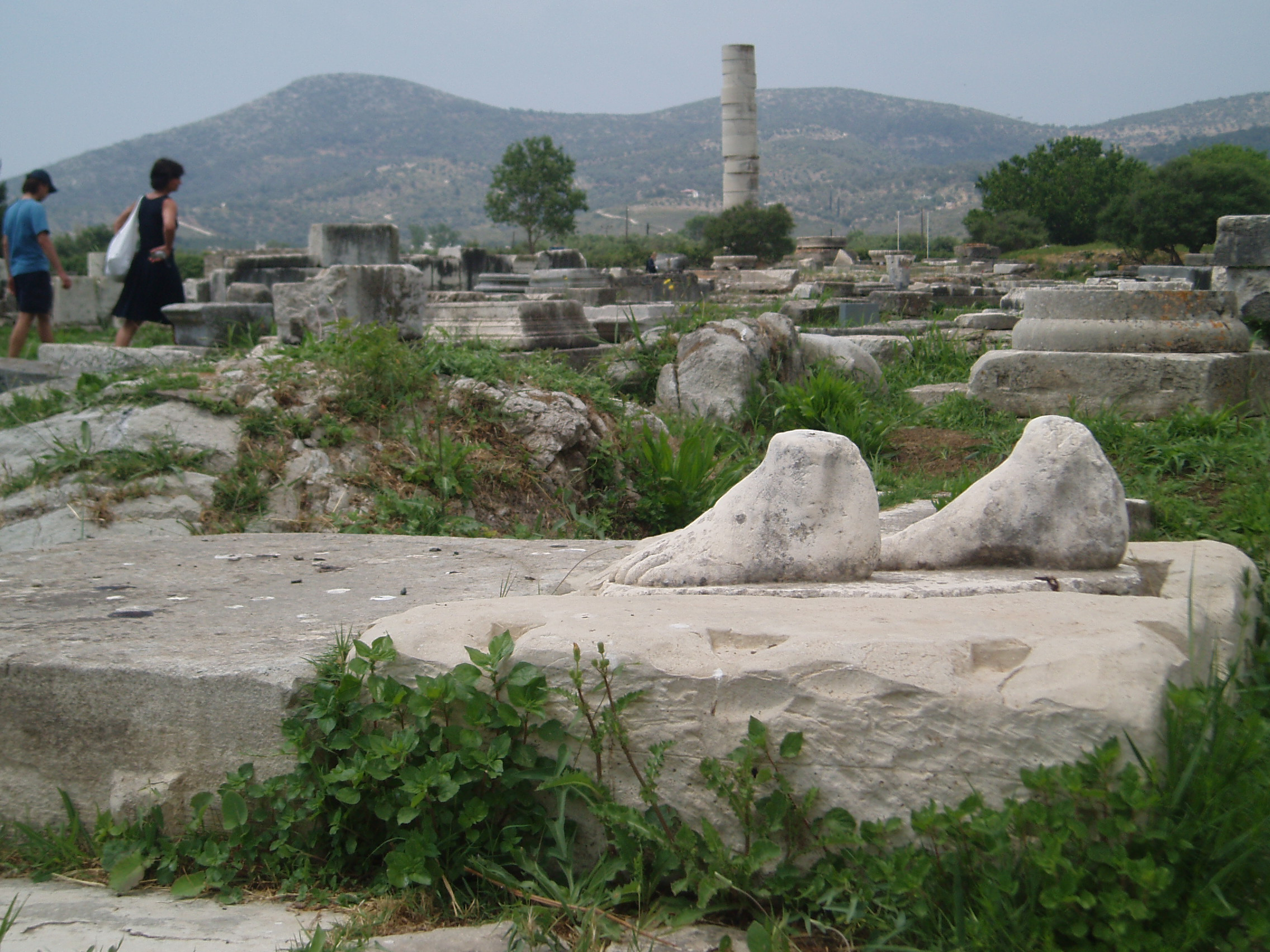
Héraion de Samos
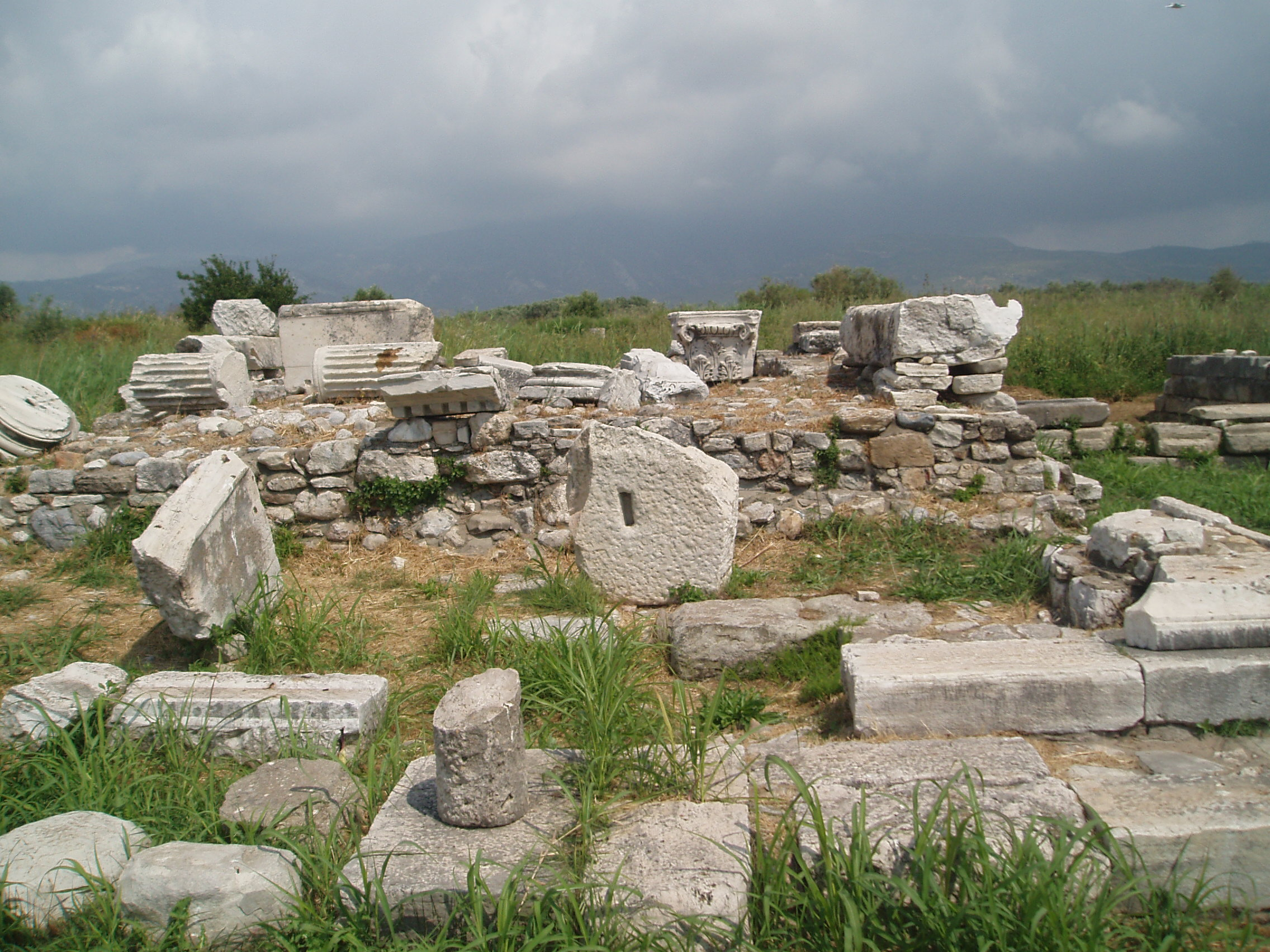
Héraion de Samos
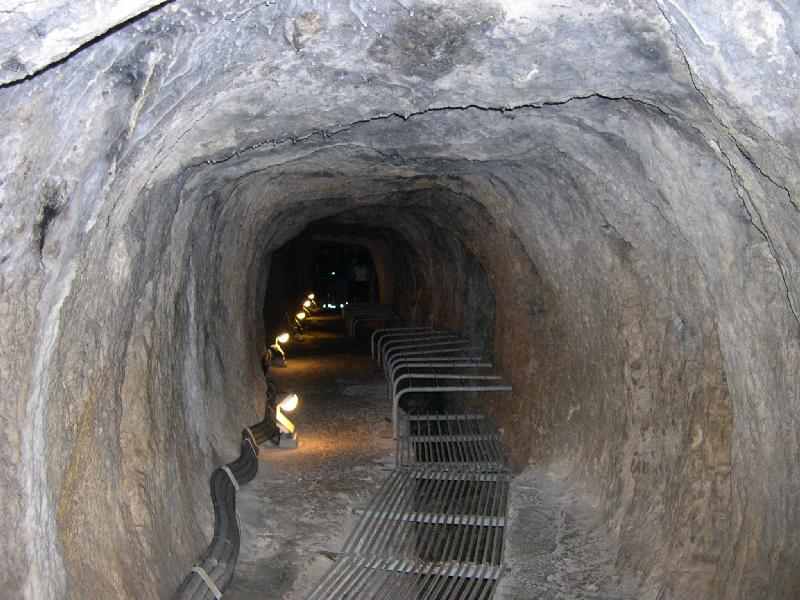
Tunnel d'Eupalinos

## Administration

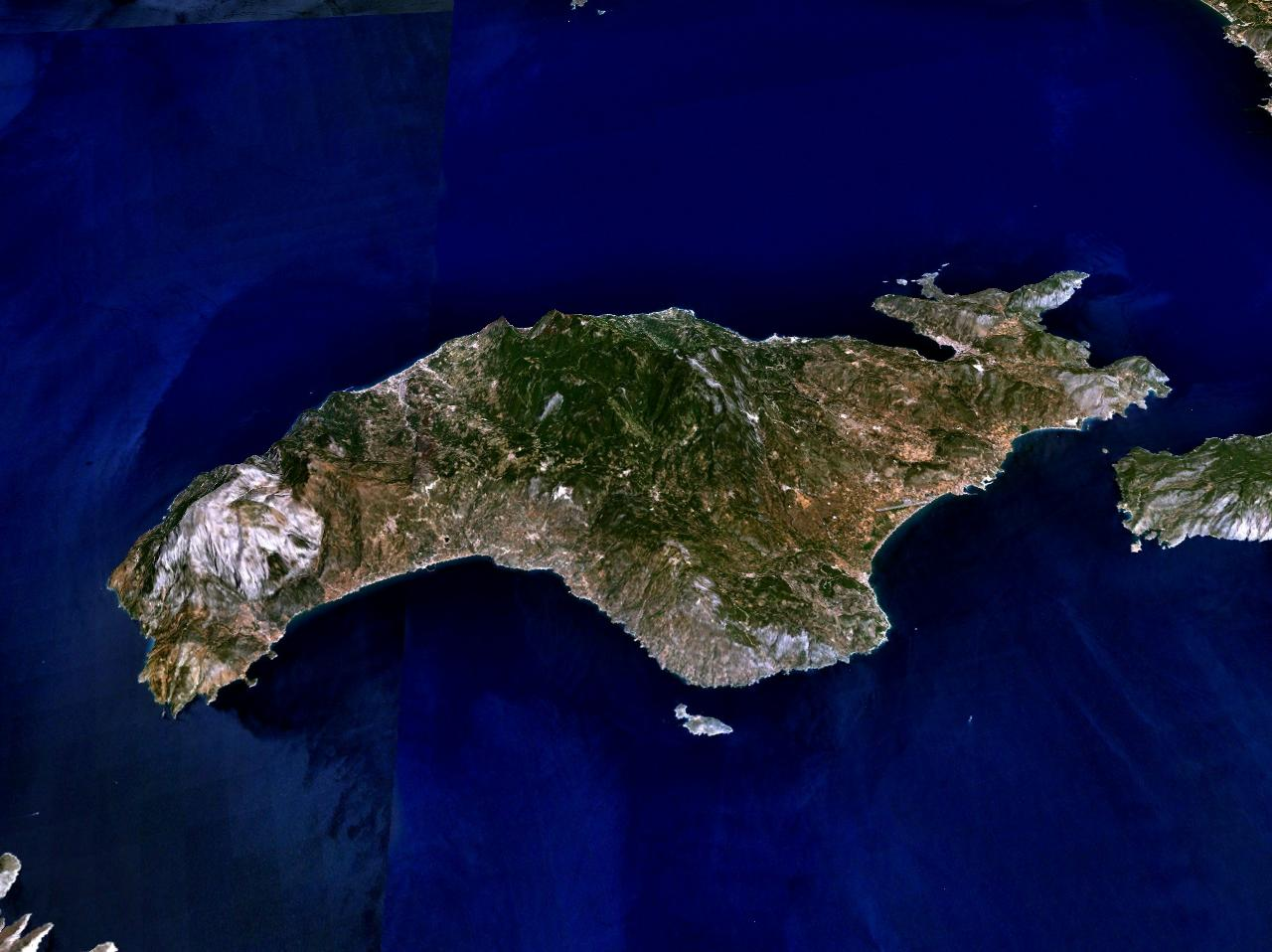
L'île de Sámos.

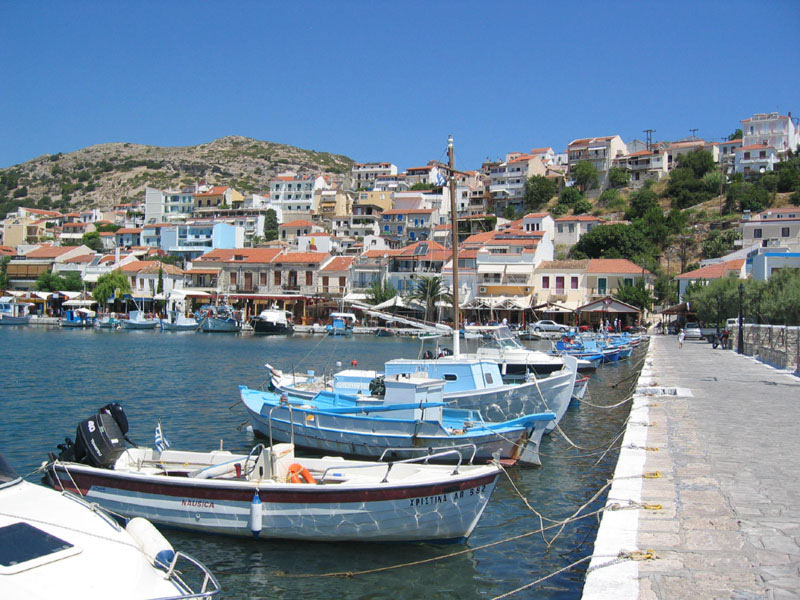
Le port de Pythagore, sur la côte sud-est de Sámos.

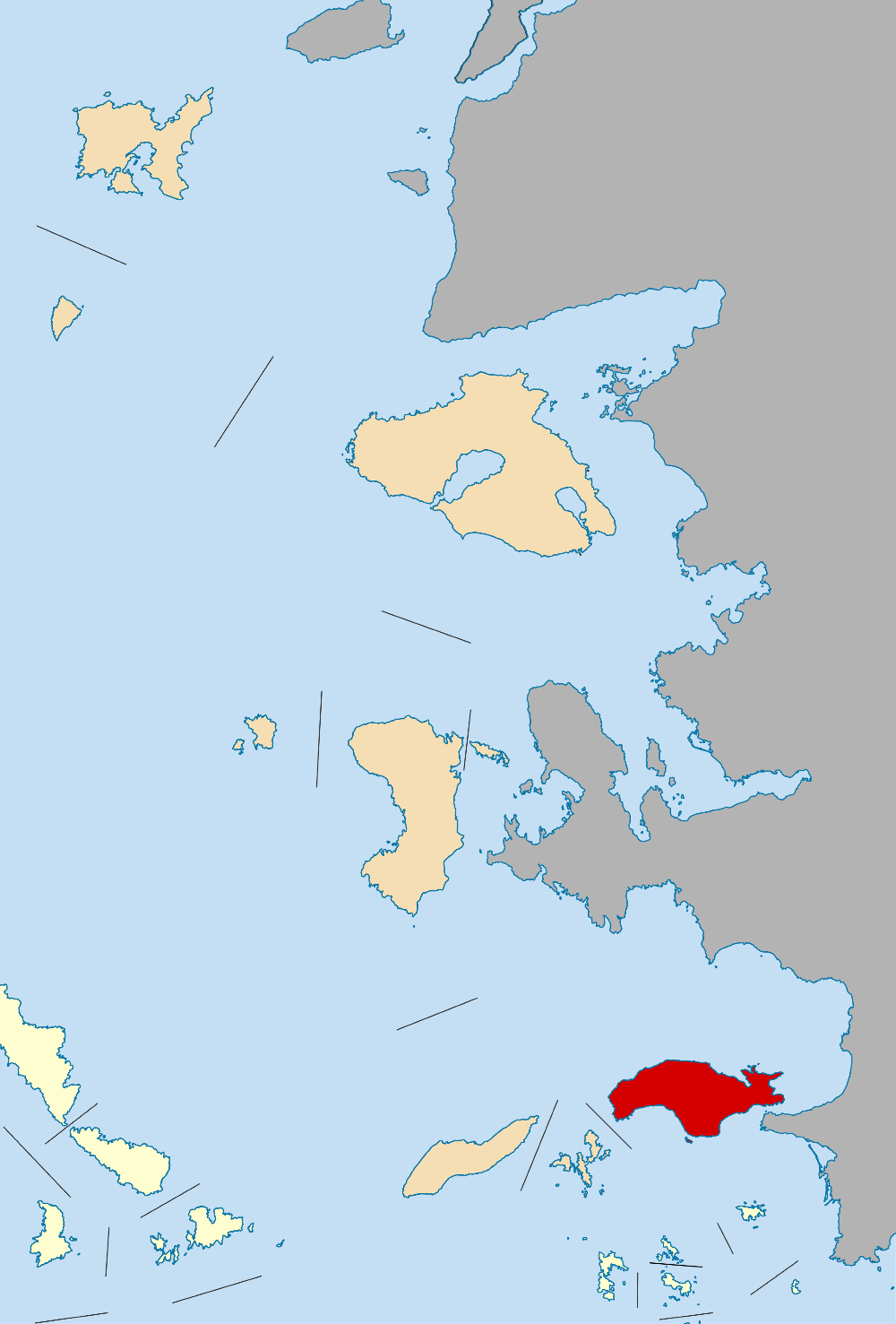
Le dème de Samos depuis la réforme Kallikratis (2010).

Depuis la réforme du programme Clisthène I, de 2019, elle est formée de deux dèmes (Samos-Ouest et Samos-Est). L'île est un district régional de la périphérie d'Égée-Septentrionale. Son chef-lieu est la ville de Sámos. Elle compte 30 800 habitants (2001 ; Samiens ou Samiotes) pour 476 km2.
L’île voisine d’Ikaria, avec laquelle elle formait avant cette réforme le nome (préfecture) de Samos, forme à présent un district régional distinct au sein la périphérie d'Égée-Septentrionale, qui inclut également les îles de Fourni.

## Transports
L'aéroport de Samos (code IATA : SMI • code OACI : LGSM) est l'aéroport de l'île, assurant des liaisons avec différents aéroports européens.

## Samos dans les arts

### Poterie
La Coupe de Pythagore vient de l'île de Samos.

### Sculpture
Pythagore de Samos, sculpteur du Ve siècle av. J.-C., est originaire de Samos.